# Samuel Justo
Pour les personnes ayant le même patronyme, voir Justo.
Samuel Justo né le 2 avril 2004 à Amadora au Portugal, est un footballeur portugais qui évolue au poste de milieu central.

## Biographie

### En club
Né à Amadora au Portugal, Samuel Justo est formé par le Sporting CP. Il signe son premier contrat professionnel avec le club le 26 octobre 2020.
Capitaine de l'équipe U19 du Sporting, Justo prolonge son contrat le 1er août 2022 et est dans le même temps intégré à l'équipe B du club.

### En sélection
Samuel Justo est sélectionné avec l'équipe du Portugal des moins de 19 ans, pour participer au championnat d'Europe des moins de 19 ans en 2023. Le Portugal se hisse jusqu'en finale après avoir battu la Norvège,.

## Palmarès
Portugal -19 ans
- Championnat d'Europe
  - Finaliste en 2023